# Ushiwaka-dōri
Pour les articles homonymes, voir Ushiwaka.
L'Ushiwaka-dōri (牛若通, Ushiwaka-dōri) est une voie du nord de Kyoto, dans l'arrondissement de Kita. Orientée nord-sud, elle débute au Kōbōdaishi-michi et termine au temple Daitoku-ji, juste après Imamiya-dōri. 
La rue parallèle directement à l'est s'appelle Ushiwakahigashi-dōri (牛若東通, Ushiwakahigashi-dōri) et fait partie du même groupe de rues.

## Description

### Situation
L'Ushiwaka-dōri est une rue du centre de l'arrondissement de Kita. Il commence dans le quartier d'Ōmiyanakanoyashiro-chō (大宮中ノ社町) et termine dans celui de Murasakinodaitokuji-chō (紫野大徳寺町). Son début se fait à l'école primaire Ōmiya, sur l'ancienne rue Kōbōdaishi-michi (弘法大師道), qui mène au temple Jinkō-in (ja) (神光院),. Elle termine après Imamiya-dōri (今宮通), dans l'enceinte intérieure du Daitoku-ji (大徳寺), en particulier, le sous-temple Daisen-in (大仙院),. Selon certaines sources, elle termine à Imamiya-dōri. Elle suit le Daitokuji-dōri (大徳寺通) et l'Ushiwakahigashi-dōri (牛若東通) à l'est et précède le Funaokahigashi-dōri (船岡東通) à l'ouest.
La circulation se fait dans les deux sens, mais certaines restent trop étroites pour deux voies. La rue fait environ 1 500 mètres de long.

### Voies rencontrées
La liste des voies rencontrées, du nord au sud, en sens unique,,,. Les voies rencontrées de la droite sont mentionnées par (d), tandis que celles rencontrées de la gauche, par (g). Seules les rues ayant un nom sont listées.
1. Kōbōdaishi-michi (弘法大師道)[1]
2. Misonobashi-dōri (御薗橋通)
3. Takedonokami-dōri (竹殿上通)
4. Takedonokita-dōri (竹殿北通)
5. Takedono-dōri (竹殿通)
6. Gen'ikita-dōri (玄以北通)
7. Gen'i-dōri (玄以通)
8. Gen'iminami-dōri (玄以南通)
9. Daimonkita-dōri (大門北通)
10. Daimon-dōri (大門通)
11. Daimonminami-dōri (大門南通)
12. Kitayamakita-dōri (北山北通)
13. (d) Kitayamakitanaka-dōri (北山北中通)
14. Kitayama-dōri (北山通)
15. (d) Kitayamaminami-dōri (北山南通)
16. Shichiku-dōri (紫竹通)
17. Shichikuminami-dōri (紫竹南通)
18. Imamiyakita-dōri (今宮北通)
19. Imamiya-dōri (今宮通)[2]

### Transports en commun

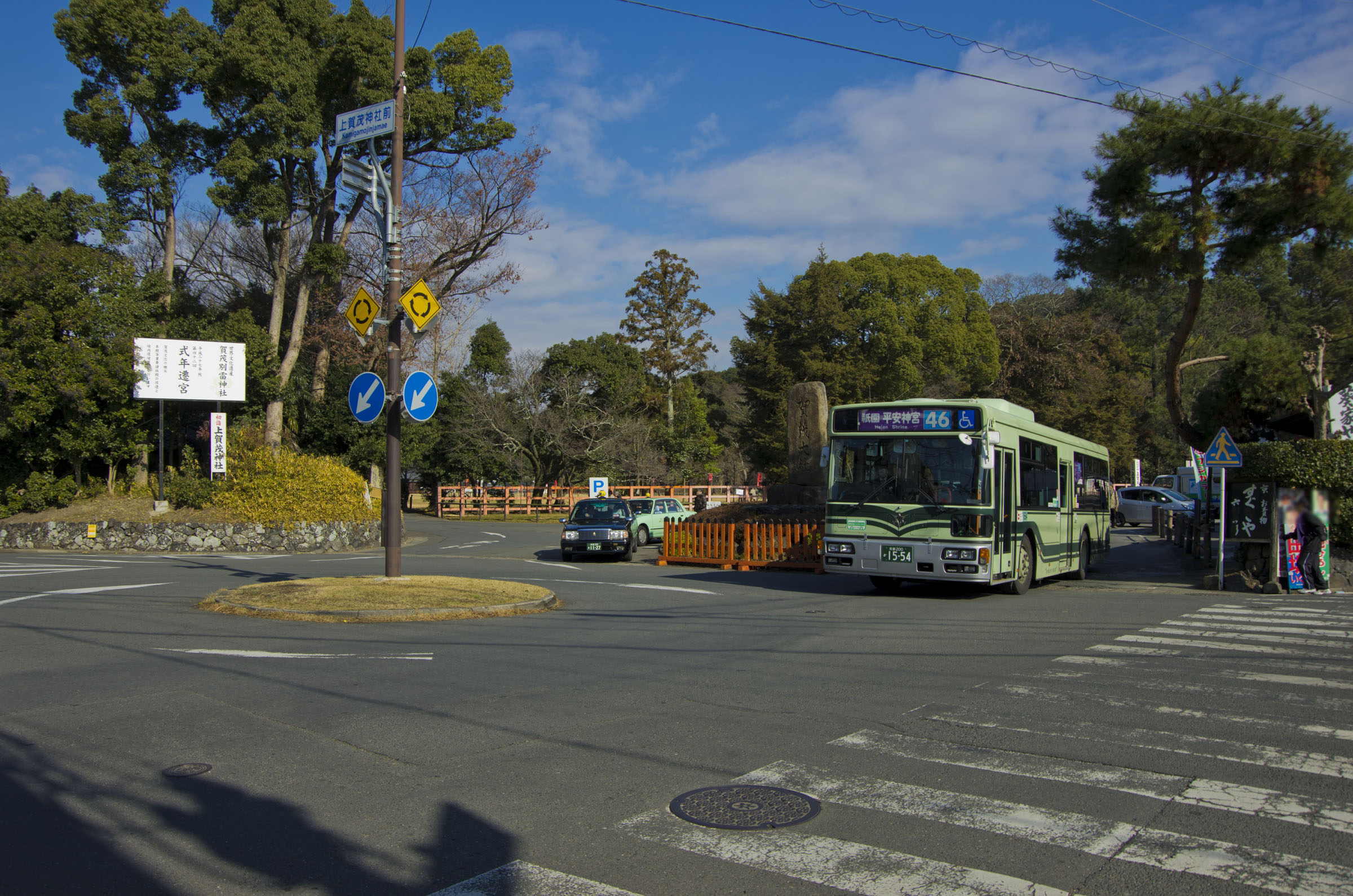
Autobus de la ligne 46 de l'autre côté du fleuve Kamo, près de Kamigamo-jinja.

Les bus du réseau d'autobus de Kyoto (ja) ne passent pas sur la rue, et les arrêts les plus proches sont sur Funaokahigashi-dōri, à l'ouest. 
Les arrêts sur Funaokahigashi sont du nord au sud Ōmiya Sōmonguchi-chō (大宮総門口町, lignes 1, 9, 37, Spécial 37), Ōmiya Onobori-chō (大宮小野堀町, ligne Spécial 37), au carrefour avec Takedonokami, Ōmiya Kōtsukōen-mae (大宮交通公園前, lignes 47, Spécial 37), au carrefour avec Gen'i, Ushiwaka (牛若, ligne 46), au carrefour avec Kitayamakita, et Murasakino Ueno-chō (紫野上野町, ligne 46), au carrefour avec Ueno,. 
D'autres arrêts proches incluent Ōmiya Tajiri-chō (大宮田尻町, lignes 9, 37), au carrefour de Misonobashi et Daitokuji, Ōmiya Daimon-chō (大宮大門町, lignes 46, Spécial 37), au carrefour d'Ushiwaka et de Gen'i, et Jōtokuji-mae (常徳寺前, lignes Nord1, Nord8), au carrefour d'Ushiwaka et Kitayama,.

## Odonymie

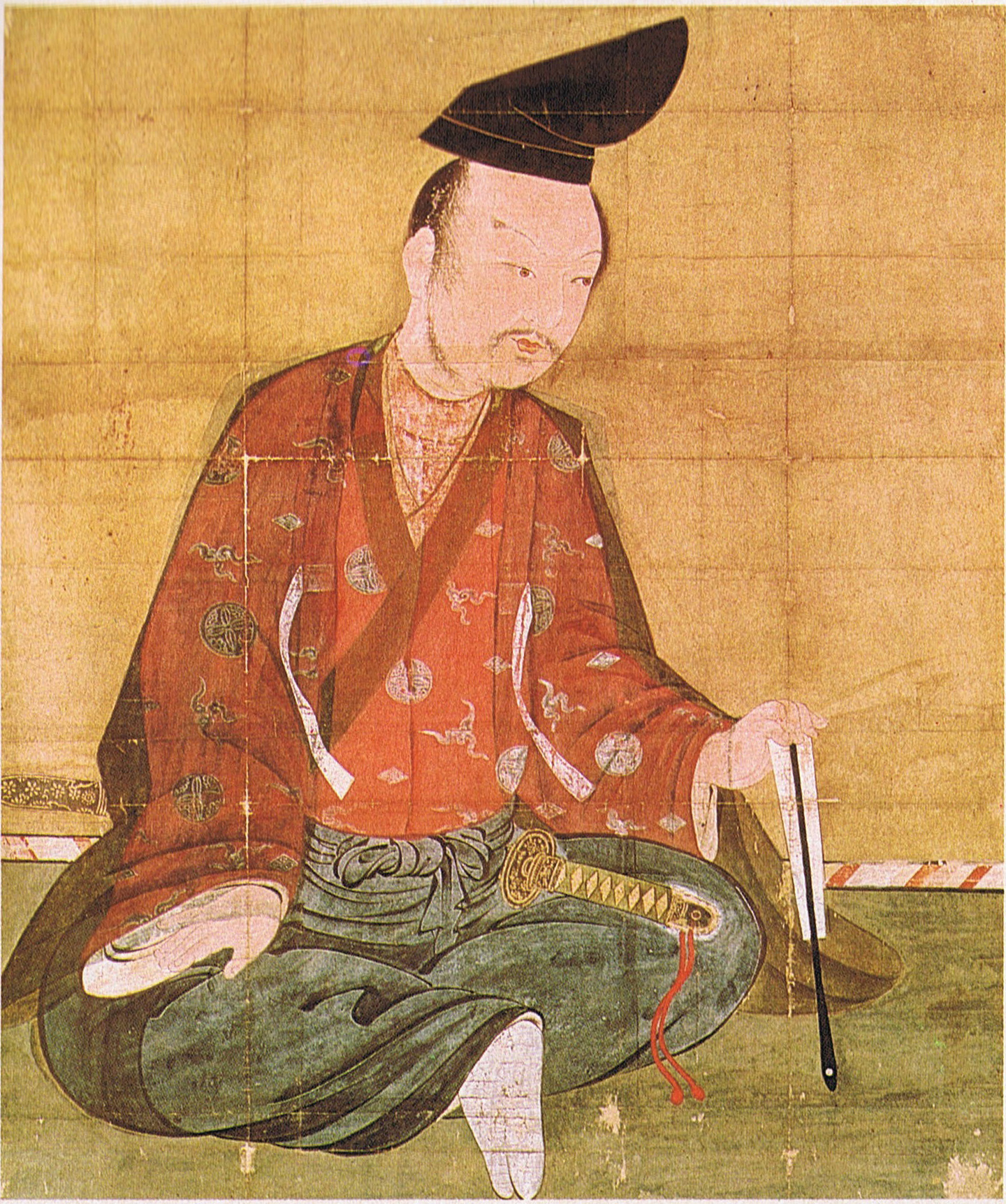
Peinture de Minamoto no Yoshitsune, période Sengoku ou période d'Edo.

La rue porte le nom d'Ushiwaka-chō (牛若町), un quartier qu'il traverse entre Kitayama et Shichiku. Le quartier s'appelle maintenant Shichiku'ushiwaka-chō (紫竹牛若町), mais est aussi appelé Murasakino'ushiwaka-chō (紫野牛若町), en référence aux secteurs Murasakino (紫野) et Shichiku (紫竹) du nord de la ville. Le nom du quartier fait référence à « Ushiwakamaru » (牛若丸), nom d'enfance du stratège militaire Minamoto no Yoshitsune (源 義経). Yoshitsune serait né dans le quartier d'Ushiwaka-chō (牛若町), plus tard renommé en son nom.

## Histoire
Ushiwaka-dōri et Ushiwakahigashi-dōri sont des voies très récentes de Kyoto, dû au fait que le nord de la ville n'était pas encore développé durant l'ère Meiji (1868-1912), et était encore majoritairement agricole. Avec un nouveau projet de redéveloppement urbain, la rue apparaît entre Imamiya-dōri et Kitayama-dōri en 1929 et son nom lui est attribué vers 1935. Ushiwakahigashi-dōri et la section au nord de Kitayama-dōri et au sud d'Imamiya-dōri pour Ushiwaka-dōri apparaissent après 1953.

## Patrimoine et lieux d'intérêt
Au nord, on trouve la petite école primaire Ōmiya, sur le Kōbōdaishi-michi, qui mène au nord au temple Jinkō-in,. La section nord de la rue est peu passante et majoritairement résidentielle. Juste après l'école primaire se trouve le parc pour enfants Nishigamo (西賀茂児童公園).
Au carrefour avec Misonobashi-dōri se trouve la rue commerçante « Misonobashi 801 » (御薗橋801商店街), rue commerçante la plus au nord de Kyoto.
On trouve près de la rue, plusieurs lieux d'intérêts importants reliés à Yoshitsune, dont l'Ushiwakamaru Ubunoyui (牛若丸産湯井), un ancien puits où Yoshitsune est baigné dedans à sa naissance. Une stèle commémore le puits au carrefour de Kitayamaminami-dōri et d'Ueno-dōri. Se trouve tout près un pin où serait enterré son cordon ombilical,,. Au carrefour avec Shichikuminami-dōri se trouvait une autre stèle, installée en 1926 et retirée en 2021 pour la construction d'une nouvelle résidence. Cette stèle commémorait le puits de Minamoto no Yoshitomo, père de Yoshitsune, dont l'eau aurait été utilisée par Tokiwa Gozen la mère de Yoshitsune pour la laver alors qu'il était enfant. Le temple Daigan-an (大源庵), sous temple du Daitoku-ji, y était aussi situé, mais avait aussi été démantelé,. Plus au nord, au carrefour d'Ushiwaka et de Kitayamakita se trouve le petit temple bouddhiste Jōtoku-ji (常徳寺), où l'on trouve une statue du Jizo installé par Tokiwa Gozen pour prier pour l'accouchement de son fils,. Le Jizo de Tokiwa Gozen se trouverait possiblement au contraire au petit temple Kōnen-ji (光念寺), au carrefour de Shichiku-dōri et Ueno-dōri. Enfin, la rivière Arisu (有栖川) coulait anciennement le long de la rue, et Yoshitsune y passait souvent pour se rendre au temple Kurama-dera (鞍馬寺), et il est théorisé que son amitié avec Musashibō Benkei aurait porté fruit sur ce chemin au temple.
Au sud se trouve le complexe massif du Daitoku-ji, un des plus grands temples de la ville. Le sous-temple directement au bout de la rue est le Daisen-in (大仙院).

Quelques lieux d'intérêts
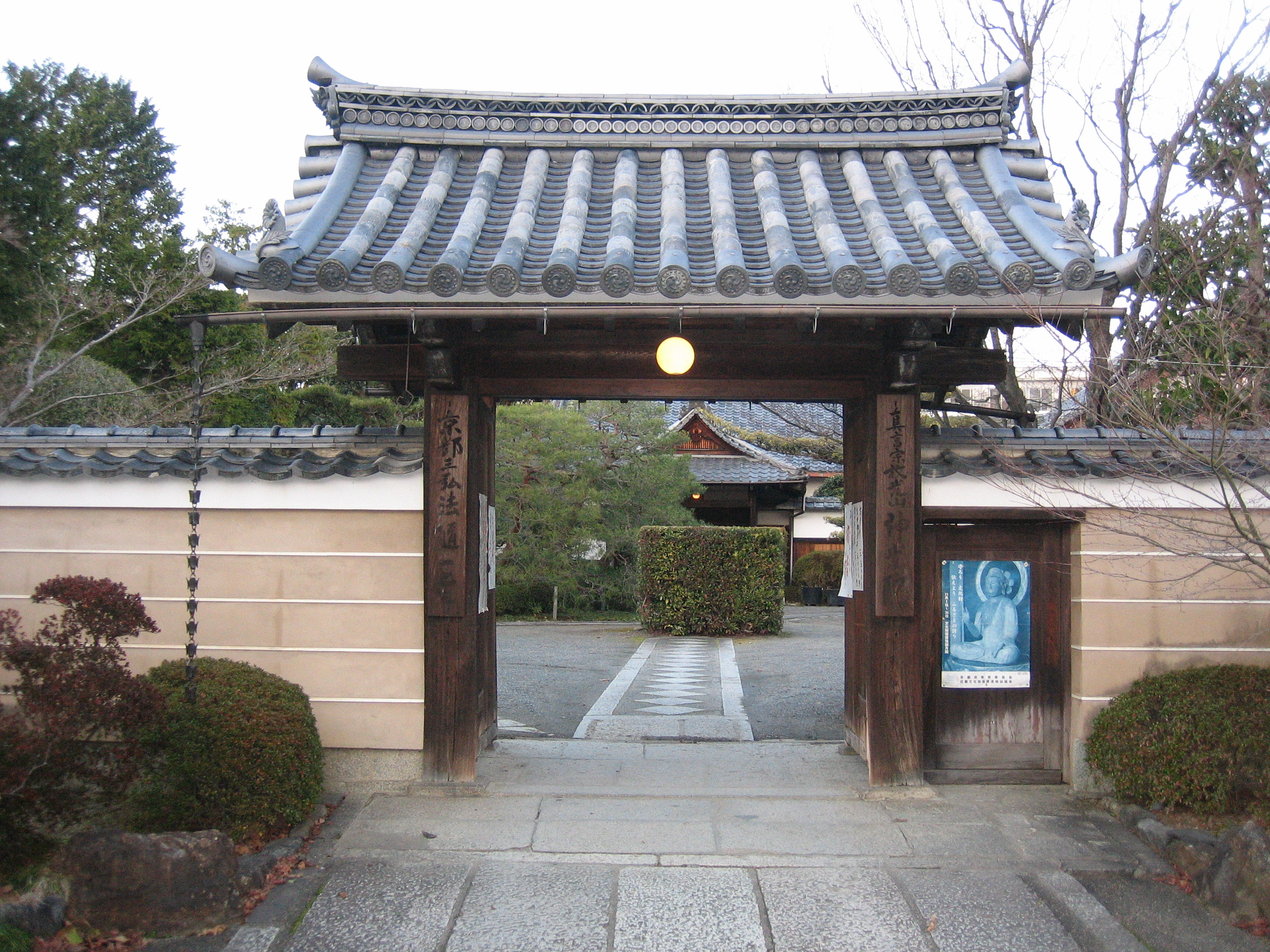
Porte du Jinkō-in
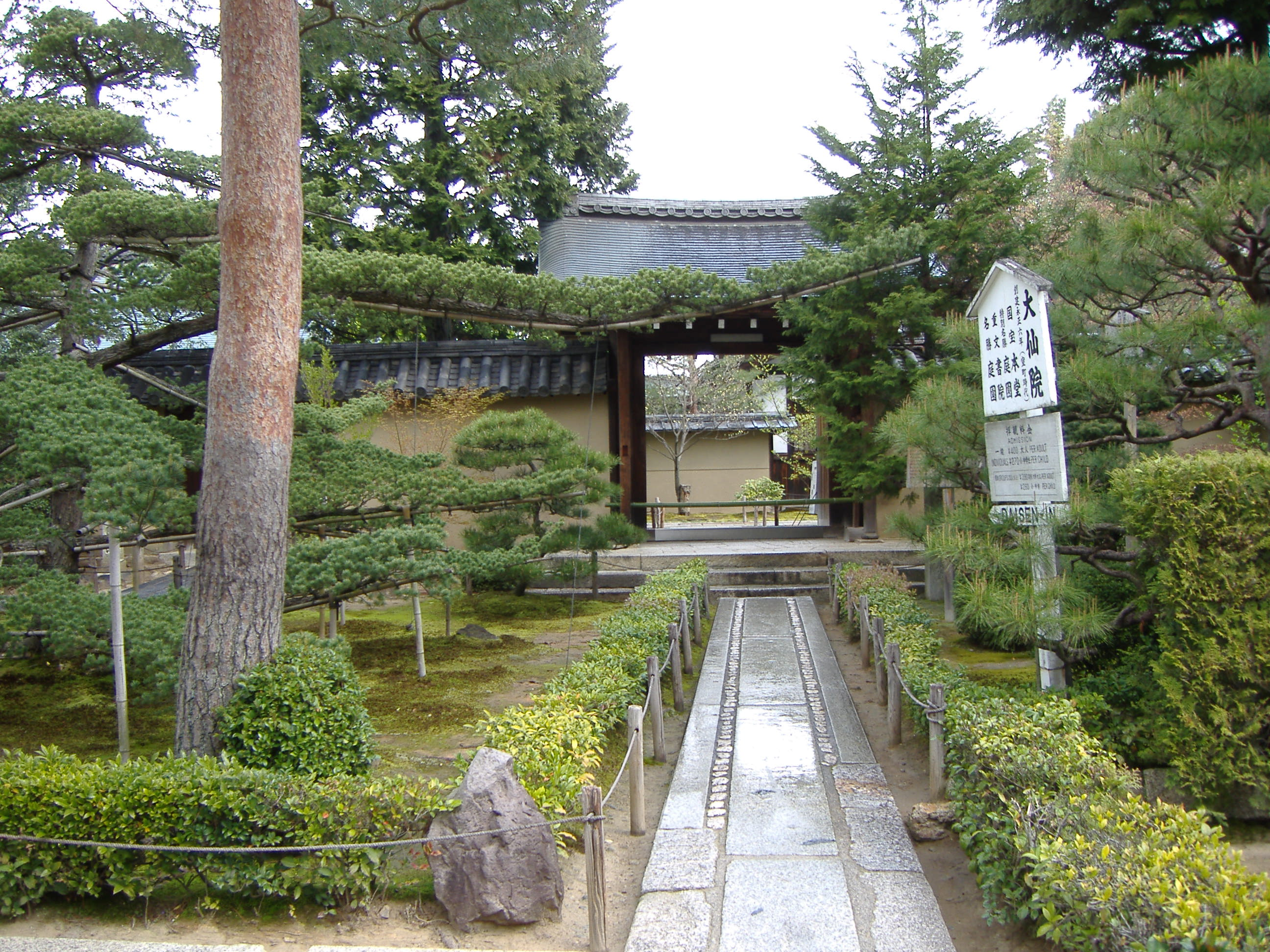
Porte du Daisen-in

## Ushiwakahigashi-dōri
L'Ushiwakahigashi-dōri (牛若東通, Ushiwakahigashi-dōri) est une voie du nord de Kyoto, dans l'arrondissement de Kita. Orientée nord-sud, elle débute au Misonobashi-dōri et termine au Kitayama-dōri. 
Les autres rues traversées sont Takedonokami-dōri, Takedonokita-dōri, Takedono-dōri, Takedonominami-dōri (côté gauche seulement), Gen'ikita-dōri, Gen'i-dōri, Gen'iminami-dōri, Daimonkita-dōri, Daimon-dōri, Daimonminami-dōri, Kitayamakita-dōri (côté droit seulement) et Kitayamakitanaka-dōri (côté gauche seulement),,,.
On y trouve aussi du côté ouest le Jōtoku-ji, à l'est d'Ushiwaka-dōri.